# 取り立て屋ハニーズ
『取り立て屋ハニーズ』（とりたてやハニーズ）は、2021年3月26日から6月11日までひかりTVチャンネル・dTVチャンネルで放送された、ひかりTVオリジナルテレビドラマ番組。

## 概要
高橋ユウ・加藤小夏・掛橋沙耶香（乃木坂46）の美人三姉妹が主演を務めているエンターテインメントドラマ。

## あらすじ
「ハニーズローン」で働く丹羽レイカ・シズカ・リリカ姉妹。3人の仕事はお金を貸し、しっかりそれを回収すること。そして、悪質な債務者らを容赦なく地獄へ叩き落とす。返済しない輩から痛快に借金を取り立てる。

## キャスト
- 丹羽レイカ：高橋ユウ
- 丹羽シズカ：加藤小夏
- 丹羽リリカ：掛橋沙耶香（乃木坂46）
- 権藤：渡辺裕之
- チャコ：弓木奈於（乃木坂46）
- 丹羽聡子：森尾由美
- 花岡喜代子：とよた真帆
- 深瀬真：佐野和真
- 畑山健二：加藤諒
- ヤン：カマル
- 楓波菜
- 柏時緒
- 田中乃愛

### ゲスト

#### 1話・2話
- 毒島：スギちゃん

#### 3話・4話
- 二階堂拓朗：鈴木勝吾
- 二階堂未菜：おかもとえみ
- 安元悟郎：水橋研二
- 尾田まち子：黒田福美

#### 5話・6話
- 菊池美千留：中田青渚
- 森香織：橘二葉
- 春田結奈：森崎りな
- 御沢亜依：朝日ななみ
- 坂本隆弘：山本直寛

#### 7話・8話
- 堂島優一：前川泰之
- 丸尾隆史：田村健太郎
- mogu☆mogu
  - メグ：松永有紗
  - しおの（mogu☆mogu）
  - 優月ひな（mogu☆mogu）

#### 9話・10話
- 木崎美薗：須藤理彩
- 篠宮章子：小島聖

## スタッフ
- 監督
  - 梶山貴弘（1話・2話・3話・4話・11話・12話)
  - 大内田龍馬（5話・6話・9話・10話)
  - 船谷純矢（7話・8話)
- 脚本
  - 遠山絵里香（1話・2話・5話・6話・11話・12話）
  - 阿部沙耶佳（3話・4話・7話・8話・9話・10話）
- 音楽：遠藤浩二
- ナレーション：津田健次郎
- 主題歌：フレンズ「急上昇あたしの人生」（Sony Music Labels）

## 放送・配信日程
| 回 | 放送日  | サブタイトル                                  | 脚注   |
| -- | ------- | --------------------------------------------- | ------ |
| 1  | 3月26日 | 絶対に取り立てる女達 VS 絶対に踏み倒す男 前編 | [ 4 ]  |
| 2  | 4月2日  | 絶対に取り立てる女達 VS 絶対に踏み倒す男 後編 | [ 5 ]  |
| 3  | 4月9日  | 超高額、1本1万円の水に秘められた罠 前編       | [ 6 ]  |
| 4  | 4月16日 | 超高額、1本1万円の水に秘められた罠 後編       | [ 7 ]  |
| 5  | 4月23日 | 地獄の沙汰も○○次第 阿弥陀の光も○○次第 前編    | [ 8 ]  |
| 6  | 4月30日 | 地獄の沙汰も○○次第 阿弥陀の光も○○次第 後編    | [ 9 ]  |
| 7  | 5月7日  | アイドルを救え!恋する取り立て屋 前編          | [ 10 ] |
| 8  | 5月14日 | アイドルを救え!恋する取り立て屋 後編          | [ 11 ] |
| 9  | 5月21日 | 迷い猫は母を求めて泣き叫ぶ 前編               | [ 12 ] |
| 10 | 5月28日 | 迷い猫は母を求めて泣き叫ぶ 後編               | [ 13 ] |
| 11 | 6月4日  | 最後の取り立て 前編                           | [ 14 ] |
| 12 | 6月11日 | 最後の取り立て 後編                           | [ 15 ] |

## 関連配信
- ひかりTV presents 「取り立て屋ハニーズ」一緒に見よう!鑑賞会（YouTube） - 掛橋沙耶香・弓木奈於
  - 第一回（2021年5月11日）- ゲスト：ザ・マミィ・酒井貴士 [16]
  - 第ニ回（2021年6月5日）- ゲスト：ザ・マミィ[17]